# 下𱳪镇
下𱳪镇（音dài），是中华人民共和国广东省清远市英德市下辖的一个乡镇级行政单位。

## 行政区划
下𱳪镇下辖以下地区：
下呔社区、上呔村、灯塔村、沙岗村、新联村和高洞村。